# Sainte-Sophie-d'Halifax
Sainte-Sophie-d'Halifax è un comune del Canada, situato nella provincia del Québec, nella regione di Centre-du-Québec.